# Прадель-ан-Валь
Праде́ль-ан-Валь (фр. Pradelles-en-Val) — коммуна во Франции, находится в регионе Лангедок — Руссильон. Департамент коммуны — Од. Входит в состав кантона Лаграс. Округ коммуны — Каркасон.
Код INSEE коммуны — 11298.

## Население
Население коммуны на 2008 год составляло 195 человек.
| 1962 | 1968 | 1975 | 1982 | 1990 | 1999 | 2008 |
| ---- | ---- | ---- | ---- | ---- | ---- | ---- |
| 195  | 180  | 152  | 170  | 163  | 171  | 195  |

## Экономика
В 2007 году среди 125 человек в трудоспособном возрасте (15—64 лет) 81 были экономически активными, 44 — неактивными (показатель активности — 64,8 %, в 1999 году было 72,0 %). Из 81 активных работали 73 человека (39 мужчин и 34 женщины), безработных было 8 (7 мужчин и 1 женщина). Среди 44 неактивных 7 человек были учащимися или студентами, 21 — пенсионерами, 16 были неактивными по другим причинам.